# بوساري
بُوسَارِي هي قرية تقع في معتمدية بوحجلة بولاية القيروان في الوسط التونسي.